# 馬查爾沼澤
馬查爾沼澤（Machar Marshes）是南蘇丹上尼羅省的大片濕地，1950年考察估計沼地面積為6,500平方公里，而1980年考察則估計其永久沼地為8,700平方公里，其中百分之六十面積是草地和森林。流入馬查爾沼澤的河流有巴羅河支流、亞布斯河和達加河，流出的河流有亞達爾河。

## 外部連結
- Sutcliffe, J.V.; Parks, Y.P. .  (PDF). 1999  [2011-07-22]. （原始内容 (PDF)存档于2011-07-05）. （页面存档备份，存于）
- P.P. Howell and Mahmoud Eff. Abu Sineina. . 1951  [2011-07-22]. （原始内容存档于2019-12-15）. （页面存档备份，存于）